# Pelléas (cràter)
Pelléas és un cràter de l'asteroide del tipus Amor (433) Eros, situat amb el sistema de coordenades planetocèntriques a 63.1 ° de latitud nord i 221.3 ° de longitud est. Fa un diàmetre de 1.2 km. El nom va ser fet oficial per la UAI l'any 2003 i fa referència a Pelléas, amant de Mélisande del drama simbolista Pelléas et Mélisande de Maurice Maeterlinck (Bèlgica, 1892).